# Эллерброккграбен
Эллерброккграбен (нем. Ellerbrockgraben), другое название Веннербах (нем. Wennerbach) — река в Германии, протекает по земле Северный Рейн-Вестфалия. Левый приток реки Редаэр-Бах.
Длина реки 4,2 км. Высота истока составляет около 88 м, высота устья — устья 74 м.
Берёт начало между деревнями Брокхаузен и Халле. Течёт на юго-запад. Впадает в Редаэр-Бах рядом с деревней Кёлькебек.